# NGC 1090
NGC 1090 è una galassia a spirale barrata situata nella costellazione della Balena, a una distanza di circa 121 milioni di anni luce dalla nostra Via Lattea.

## Scoperta
La galassia è stata scoperta il 9 ottobre 1785 dall'astronomo britannico di origine tedesca William Herschel.

## Descrizione
NGC 1090 ha una classe di luminosità II-III e presenta una larga riga a 21 cm dell'idrogeno neutro.
Nella galassia sono presenti anche regioni di idrogeno ionizzato.
NGC 1090 e NGC 1121 si trovano nella stessa regione di cielo e, secondo lo studio condotto da Abraham Mahtessian, formano una coppia di galassie.

## Supernova
Due supernove sono state scoperta all'interno di NGC 1090: SN 1962K e SN 1971T.

### SN 1962 K
La supernova è stata scoperta il 3 settembre 1962 dall'astronomo polacco Konrad Rudnicki. Non è stato appurato a quale tipologia appartenesse la supernova.

### SN 1971T
La supernova è stata scoperta il 23 novembre 1971 dall'astronomo statunitense Charles Kowal. Non è stato appurato a quale tipologia appartenesse la supernova.